# أمارال (لاعب كرة قدم، مواليد 1988)
أمارال (بالبرتغالية: Maurício Azevedo Alves‏) هو لاعب كرة قدم برازيلي، ولد في 1 مايو 1988 في ريو داس أوستراس ‏ في البرازيل. لعب مع نادي فلامنغو ونادي فيتوريا.

## وصلات خارجية
- أمارال (لاعب كرة قدم، مواليد 1988) على موقع قاعدة بيانات كرة القدم.إي يو (الإنجليزية)
- أمارال (لاعب كرة قدم، مواليد 1988) على موقع Soccerway.com (الإنجليزية)
- أمارال (لاعب كرة قدم، مواليد 1988) على موقع عالم كرة القدم.نت (الإنجليزية)